# Liste der Kulturgüter in Arbon
Die Liste der Kulturgüter in Arbon enthält alle Objekte in der Gemeinde Arbon im Kanton Thurgau, die gemäss der Haager Konvention zum Schutz von Kulturgut bei bewaffneten Konflikten, dem Bundesgesetz vom 20. Juni 2014 über den Schutz der Kulturgüter bei bewaffneten Konflikten sowie der Verordnung vom 29. Oktober 2014 über den Schutz der Kulturgüter bei bewaffneten Konflikten unter Schutz stehen.
Objekte der Kategorien A und B sind vollständig in der Liste enthalten, Objekte der Kategorie C fehlen zurzeit (Stand: 1. Januar 2023).

## Kulturgüter
| Foto | | Objekt                                                                       | Kat. | Typ | Standort                                                                            | Beschreibung                                                               |
| ---- | --- | ---------------------------------------------------------------------------- | ---- | --- | ----------------------------------------------------------------------------------- | -------------------------------------------------------------------------- |
| BW   | Datei hochladen · Wikidata zu Bleiche, prähistorische Seeufersiedlungen (Q29525726)                     | Bleiche 2–3, prähistorische Seeufersiedlungen KGS-Nr.: 04917                 | A    | F   | Bleiche 749850 / 263350                                                             | Bestandteil des UNESCO-Welterbes «Prähistorische Pfahlbauten um die Alpen» |
| ja   | Datei hochladen · Wikidata zu Schloss Arbon (Q29525748)                                                 | Schloss Arbon KGS-Nr.: 04918                                                 | A    | G   | Schloss 1, 2, 3, 4 750511 / 264685                                                  |                                                                            |
| ja   | Datei hochladen · Wikidata zu Arbor Felix, spätrömisches Kastell (Q1692925)                             | Arbor Felix, spätrömisches Kastell KGS-Nr.: 09676                            | A    | F   | Gallusgasse 750560 / 264600                                                         |                                                                            |
| ja   | Datei hochladen · Wikidata zu Galluskapelle (Q29525733)                                                 | Galluskapelle KGS-Nr.: 10232                                                 | A    | G   | Gallusgasse 4 750569 / 264608                                                       |                                                                            |
| ja   | Datei hochladen · Wikidata zu Katholische Kirche St. Martin (Q29525740)                                 | Katholische Kirche St. Martin KGS-Nr.: 10234                                 | A    | G   | Bahnhofstrasse 5, 7 750530 / 264633                                                 |                                                                            |
| BW   | Datei hochladen · Wikidata zu Historisches Museum (im Schloss) (Q27479514)                              | Historisches Museum Arbon KGS-Nr.: 10646                                     | A    | S   | Schloss 4 750524 / 264693                                                           |                                                                            |
| BW   | Datei hochladen · Wikidata zu Villa Sonnenblume (Q29882481)                                             | Burkhardt-Haus (Haus Sonnenblume) KGS-Nr.: 10918                             | A    | G   | Rebenstrasse 33 749832 / 264485                                                     |                                                                            |
| BW   | Datei hochladen · Wikidata zu Saurer Museum (Q27479522)                                                 | Saurer-Museum am See und Saurer-Museum Depot KGS-Nr.: 16947                  | A    | S   | Weitegasse 8 750567 / 264886                                                        |                                                                            |
| ja   | Datei hochladen · Wikidata zu Rathaus / Bezirksgericht / Wohnhaus (Q29882456)                           | Rathaus / Bezirksgericht / Wohnhaus KGS-Nr.: 04920                           | B    | G   | Rathausgasse 1–3 750320 / 264595                                                    |                                                                            |
| BW   | Datei hochladen · Wikidata zu Saurer-Hochhaus (Q134624553)                                              | Saurer-Hochhaus KGS-Nr.: 04921                                               | B    | G   | Brühlstrasse 63 749373 / 264199                                                     |                                                                            |
| ja   | Datei hochladen · Wikidata zu Fabrikgebäude Hamel / Ehemalige Heine-Fabrik (Q29882438)                  | Fabrikgebäude Hamel, ehemalige Heine-Fabrik KGS-Nr.: 04922                   | B    | G   | Stickereistrasse 4 750197 / 264164                                                  |                                                                            |
| ja   | Datei hochladen · Wikidata zu Schädlerturm (Q29882469)                                                  | Schädlerturm, Oberer Schädler KGS-Nr.: 04923                                 | B    | G   | Grabenstrasse 2 750220 / 264800                                                     |                                                                            |
| ja   | Datei hochladen · Wikidata zu Stadthaus / Ehemaliges Leinwandherrenhaus (Q29882471)                     | Stadthaus, ehemaliges Leinwandherrenhaus KGS-Nr.: 04924                      | B    | G   | Hauptstrasse 12 750369 / 264734                                                     |                                                                            |
| BW   | Datei hochladen · Wikidata zu Wohnhaus Freya (Q134623742)                                               | Wohnhaus Freya KGS-Nr.: 05013                                                | B    | G   | Römerstrasse 13 749877 / 264585                                                     |                                                                            |
| ja   | Datei hochladen · Wikidata zu Rothes Haus (Q29882446)                                                   | Katholisches Pfarrhaus, Rothes Haus KGS-Nr.: 10233                           | B    | G   | Bahnhofstrasse 2 750474 / 264610                                                    |                                                                            |
| ja   | Datei hochladen · Wikidata zu Wohnhaus (Q29882483)                                                      | Wohnhaus KGS-Nr.: 10909                                                      | B    | G   | Badgasse 2 750411 / 264831                                                          |                                                                            |
| ja   | Datei hochladen · Wikidata zu Bahnhof Arbon (Q15964072)                                                 | Bahnhof KGS-Nr.: 10911                                                       | B    | G   | Bahnhofstrasse 48 750261 / 264099                                                   |                                                                            |
| BW   | Datei hochladen · Wikidata zu Wohnhaus Schwanen (Q29882530)                                             | Wohnhaus Schwanen KGS-Nr.: 10912                                             | B    | G   | Hauptstrasse 13 750403 / 264709                                                     |                                                                            |
| BW   | Datei hochladen · Wikidata zu Wohnhaus Bleiche / Mayrhaus (Q29882488)                                   | Wohnhaus Bleiche, Mayrhaus KGS-Nr.: 10913                                    | B    | G   | Landquartstrasse 72 749714 / 263329                                                 |                                                                            |
| ja   | Datei hochladen · Wikidata zu Posthof (Q29882451)                                                       | Posthof KGS-Nr.: 10914                                                       | B    | G   | Postgasse 8, 10, 12 / Metzgergasse 3–9 / Turmgasse 2, 4 750415 / 264625             |                                                                            |
| ja   | Datei hochladen · Wikidata zu Katholisches Pfarrhaus / Alte Apotheke (Q29882445)                        | Katholisches Pfarrhaus, alte Apotheke KGS-Nr.: 10915                         | B    | G   | Promenade 5 750390 / 264573                                                         |                                                                            |
| ja   | Datei hochladen · Wikidata zu Promenadenschulhaus (Q29882452)                                           | Promenadenschulhaus KGS-Nr.: 10916                                           | B    | G   | Promenadenstrasse 17 750260 / 264662                                                |                                                                            |
| ja   | Datei hochladen · Wikidata zu Wohnhaus Bohlenständerhaus (Q29882490)                                    | Wohnhaus Bohlenständerhaus KGS-Nr.: 10919                                    | B    | G   | Schmiedgasse 5 750399 / 264771                                                      |                                                                            |
| ja   | Datei hochladen · Wikidata zu Ehemaliges Gasthaus Ochsen (Q29882435)                                    | Ehemaliges Gasthaus Ochsen KGS-Nr.: 10920                                    | B    | G   | Schmiedgasse 6 750417 / 264759                                                      |                                                                            |
| ja   | Datei hochladen · Wikidata zu Amtshaus / Bibliothek, (Schwarze) Straussfeder / Fingerlihaus (Q29882424) | Amtshaus / Bibliothek, (Schwarze) Straussfeder / Fingerlihaus KGS-Nr.: 10921 | B    | G   | Walhallastrasse 4 750437 / 264782                                                   |                                                                            |
| ja   | Datei hochladen · Wikidata zu Restaurant Storchen (Q29882464)                                           | Restaurant Storchen KGS-Nr.: 10922                                           | B    | G   | Walhallstrasse 5 750395 / 264785                                                    |                                                                            |
| ja   | Datei hochladen · Wikidata zu Gasthaus Zur Freiheit / Römerhof mit Resten der Stadtmauer (Q29882441)    | Gasthaus Zur Freiheit, Römerhof mit Resten der Stadtmauer KGS-Nr.: 13608     | B    | F/G | Freiheitsgasse 3 750252 / 264766                                                    |                                                                            |
| ja   | Datei hochladen · Wikidata zu Wohnhaus Zur Torwache (Q29882536)                                         | Wohnhaus Zur Torwache KGS-Nr.: 13609                                         | B    | G   | Freiheitsgasse 1 750271 / 264755                                                    |                                                                            |
| ja   | Datei hochladen · Wikidata zu Rollenturm (Q29882466)                                                    | Rollenturm KGS-Nr.: 13610                                                    | B    | G   | Freiheitsgasse 9 750264 / 264868                                                    |                                                                            |
| ja   | Datei hochladen · Wikidata zu Wohnhaus Eintracht / Spanische Weinhalle (Q29882491)                      | Wohnhaus Eintracht, Spanische Weinhalle KGS-Nr.: 13611                       | B    | G   | Hauptstrasse 5 750441 / 264672                                                      |                                                                            |
| ja   | Datei hochladen · Wikidata zu Kapelle St. Johannes / Chappeli (Q29882443)                               | Kapelle St. Johannes / Chappeli KGS-Nr.: 13612                               | B    | G   | Hauptstrasse 6 750414 / 264726                                                      |                                                                            |
| BW   | Datei hochladen · Wikidata zu Friedhofskapelle (Q29882440)                                              | Friedhofskapelle KGS-Nr.: 13613                                              | B    | G   | Rebenstrasse 61 749422 / 264495                                                     |                                                                            |
| ja   | Datei hochladen · Wikidata zu Turnhallenschulhaus (Q29882476)                                           | Turnhallenschulhaus KGS-Nr.: 13615                                           | B    | G   | Promenadenstrasse 13 750251 / 264619                                                |                                                                            |
| BW   | Datei hochladen · Wikidata zu Villa Freya (Q29882479)                                                   | Villa Freya KGS-Nr.: 13617                                                   | B    | G   | Alemannstrasse 27 749898 / 264546                                                   |                                                                            |
| ja   | Datei hochladen · Wikidata zu Strandbad Buchhorn mit Restaurant (Q29882472)                             | Strandbad Buchhorn mit Restaurant KGS-Nr.: 13618                             | B    | G   | Philosophenweg 11 749102 / 265832                                                   |                                                                            |
| BW   | Datei hochladen · Wikidata zu Wohnhaus Zur Mühle (Q29882534)                                            | Wohnhaus Zur Mühle KGS-Nr.: 13619                                            | B    | G   | Mühlestrasse 12 748653 / 264093                                                     |                                                                            |
| ja   | Datei hochladen · Wikidata zu Restaurant Frohsinn (Stadelägger) (Q29882462)                             | Restaurant Frohsinn KGS-Nr.: 13620                                           | B    | G   | Niederfeld 26 748549 / 263458                                                       |                                                                            |
| ja   | Datei hochladen · Wikidata zu Reformierte Kirche (Q29882459)                                            | Reformierte Kirche KGS-Nr.: 13616                                            | B    | G   | Römerstrasse 9 749967 / 264623                                                      |                                                                            |
| ja   | Datei hochladen · Wikidata zu Mittelalterliche Stadtmauer (Q29882449)                                   | Mittelalterliche Stadtmauer KGS-Nr.: 13892                                   | B    | G   | Hauptstrasse, Freiheitsgasse, Turmgasse, Wassergasse, Grabenstrasse 750273 / 264751 |                                                                            |
| BW   | Datei hochladen · Wikidata zu Ehemalige Textilmaschinenmontage Saurer Werk II (Q29882432)               | Ehemalige Textilmaschinenmontage Saurer Werk II KGS-Nr.: 13899               | B    | G   | Textilstrasse 2 750135 / 263783                                                     |                                                                            |